# Manuel Augusto Coelho Borges
Manuel Augusto Coelho Borges, ilha Terceira, Açores, Portugal foi um político português, vogal do conselho do Distrito de Angra do Heroísmo e foi Governador Civil interino, desde 23 de Julho a 20 de Agosto de 1870.